# In It to Win It
In It to Win It es el séptimo álbum de estudio del cantante estadounidense Charlie Wilson. Fue publicado el 17 de febrero de 2017 por RCA Records. El álbum incluye colaboraciones con Snoop Dogg, Lalah Hathaway, Wiz Khalifa, T.I., Robin Thicke y Pitbull.

## Listado de canciones
| N.º | Título                               | Duración |  |
| 1.  | «I'm Blessed» (con T.I.)             | 4:04     |  |
| 2.  | «Chills»                             | 3:45     |  |
| 3.  | «Good Time» (con Pitbull)            | 3:45     |  |
| 4.  | «Us Trust» (con Wiz Khalifa)         | 4:17     |  |
| 5.  | «Precious Love»                      | 3:23     |  |
| 6.  | «Smile for Me» (con Robin Thicke)    | 3:18     |  |
| 7.  | «In It to Win It»                    | 4:05     |  |
| 8.  | «Dance Tonight»                      | 3:14     |  |
| 9.  | «Made for Love» (con Lalah Hathaway) | 4:15     |  |
| 10. | «Better»                             | 4:01     |  |
| 11. | «Gold Rush» (con Snoop Dogg)         | 3:44     |  |
| 12. | «New Addiction»                      | 2:55     |  |
| 13. | «Amazing God»                        | 5:18     |  |

## Historial de publicaciones
| País o Estado  | Fecha                 | Sello       |
| -------------- | --------------------- | ----------- |
| Estados Unidos | 17 de febrero de 2017 | RCA Records |